# Telemark (Norwegia)
Telemark – okręg, jednostka podziału administracyjnego Norwegii. Przestał istnieć 1 stycznia 2020, gdy na podstawie reformy z 2017 został włączony, wraz z okręgiem Vestfold, do nowo utworzonego okręgu Vestfold og Telemark. W 2024 znów utworzono samodzielny okręg Telemark.
Położony był na południu kraju; graniczył z norweskimi okręgami Buskerud oraz Aust-Agder.  Zajmował powierzchnię 15 299 km², która zamieszkiwana była przez 173 318 osób (2019). Ośrodkiem administracyjnym okręgu było miasto Skien.

## Gminy
Okręg podzielony był na 18 gmin.

1. Bamble
2. Bø
3. Drangedal
4. Fyresdal
5. Hjartdal
6. Kragerø
7. Kviteseid
8. Nissedal
9. Nome
10. Notodden
11. Porsgrunn
12. Sauherad
13. Seljord
14. Siljan
15. Skien
16. Tinn
17. Tokke
18. Vinje

## Osoby pochodzące z Telemarku
- Aasmund Olavsson Vinje (1818–1870), autor urodzony w Vinje
- Sondre Norheim (1825–1897), ojciec narciarstwa urodzony w Morgedal, Kviteseid
- August Cappelen (1827–1852), narodowy malarz urodzony w Skien
- Henrik Ibsen (1828–1906), dramaturg i autor, urodzony w Skien
- Theodor Kittelsen (1857–1914), malarz urodzony w Kragerø
- Vidkun Quisling (1887–1945), polityk, urodzony w Fyresdal
- Aslaug Vaa (1889–1965), autorka urodzona w Rauland
- Tarjei Vesaas (1897–1970), autor urodzony w Vinje
- Eivind Groven (1901–1977), kompozytor urodzony w Lårdal, Tokke
- Klaus Egge (1906–1979), kompozytor urodzony w Gransherad, Notodden
- Gunnar Sønsteby (1918–2012), bohater narodowy urodzony w Rjukan, Tinn
- Hans Herbjørnsrud (ur. 1938), autor urodzony w Heddal, Notodden
- Tor Åge Bringsværd (ur. 1939), autor urodzony w Skien
- Kåre Nordstoga (ur. 1954), muzyk urodzony w Notodden
- Gisle Kverndokk (ur. 1967), kompozytor urodzony w Skien
- Odd Nordstoga (ur. 1972), muzyk urodzony w Vinje
- Frode Johnsen (ur. 1974), piłkarz urodzony w Skien
- Ihsahn (ur. 1975), muzyk urodzony w Notodden
- Einar Solberg (ur. 1985), muzyk urodzony w Notodden